# Грабовецька сільська рада (Стрийський район)
Грабовецька сільська рада — орган місцевого самоврядування Грабовецької сільської громади Стрийського району Львівської області.

## Склад ради
Рада складається з 14 депутатів та голови.